# Fabio M. Mitchelli
Œuvres principales
- La verticale du fou (2010)
- La compassion du diable (2014)
- Une forêt obscure (2016)
- L'ombre de l'autre (2018)

Fabio M. Mitchelli, né à Vienne (Isère) en 1973, est un écrivain français auteur de thrillers psychologiques, romans et nouvelles.

## Style
Fabio M. Mitchelli affectionne les anti-héros. Il explique s'intéresser à l'évolution psychologique de ses personnages criminels, dont il dévoile l'identité dès le début de ses romans (« Je n’écris pas pour faire jouer le lecteur aux devinettes »). Pour Une forêt obscure (2016), dont l'intrigue se déroule en Alaska, il cite comme influences les films Insomnia et Suspect.
Fabio Mitchelli s'intéresse aux faits divers et plus particulièrement aux affaires criminelles françaises. Il a pour habitude d'aller chercher la matière sur les lieux des drames, rencontrer les divers protagonistes des affaires tels que les officiers de police judiciaire, les magistrats, avocats et témoins. Il utilise ensuite ces témoignages pour ces romans en les mêlant à une trame de fiction.

## Œuvres

### Thrillers
- Trilogie des verticales :
  - La Verticale du fou, éditions Ex Æquo, décembre 2010, 58 p. (ISBN 978-2-35962-122-8)[2]  — un des trois romans les plus téléchargés en livre numérique en France en 2011[3].
  - À la verticale des enfers, éditions Ex Æquo, octobre 2011, 128 p. (ISBN 978-2-35962-208-9)
  - La Verticale du mal : le dernier festin, éditions Ex Æquo, octobre 2012, 184 p. (ISBN 978-2-35962-318-5)
- Tueurs au sommet, éditions Ex Æquo, mars 2011, 222 p. (ISBN 978-2-35962-132-7)
- Le Cercle du chaos, éditions Ex Æquo, février 2013, 332 p. (ISBN 978-2-35962-401-4)  — Prix Spécial de l'Association Dora-Suarez en 2013
- La Compassion du diable, éditions Fleur Sauvage, octobre 2014 (ISBN 978-2-9542710-7-1)  — Prix du polar Dora-Suarez 2015[4] — librement inspiré de la vie de Jeffrey Dahmer.
- Une forêt obscure, éditions Robert Laffont, coll. « La Bête Noire », septembre 2016, 416 p. (ISBN 978-2-221-18872-9)[5]  — librement inspiré du meurtre commis par Luka Rocco Magnotta et des crimes de Robert Hansen.
- Le Tueur au miroir, éditions Robert Laffont, coll. « La Bête Noire », octobre 2017, 366 p. (ISBN 978-2-221-20012-4)  — librement inspiré des meurtres commis par William Richard Bradford en 1984, aux Etats-Unis.
- Le Dernier Festin, French Pulp éditions, octobre 2018, 381 p. (ISBN 979-10-251-0400-2)  — librement inspiré du tueur en série ukrainien Andreï Tchikatilo.
- L’Ombre de l’autre, éditions France Loisirs/ exclusivité avant-première, octobre 2018, 416 p. (ISBN 978-2-298-14509-0) — librement inspiré de l’escalade criminelle de Francis Heaulme.
- Apocalypse Transferts, French Pulp éditions, juin 2019, 290 p. (ISBN 979-10-251-0580-1)
- Le Loup dans la bergerie, Robert Laffont, février 2021 (ISBN 978-2221188736), p. 384
- Dans la cuisine du diable, éditions L’oiseau noir, août 2024, 310 p. (ISBN 978-2494715257)  — En partie librement inspiré des crimes commis par Dmitry et Natalia Baksheevs, dans la région de Krasnodar (Russie), entre 1999 et 2017.

### Nouvelles
- L'Exquise Nouvelle, Éditions La Madolière, août 2010 (ISBN 978-2-9545737-0-0)  — œuvre collective au profit de l'association Écoute ton cœur pour l'insertion des enfants autistes dans la société.
- Transferts, éditions Ex Æquo, février 2013, 29 p. (ISBN 978-2-35962-410-6)
- « Next Level », dans Silencieuse et Perfide, Editions Fleur Sauvage, 2015 (ISBN 978-2954271095)  — au profit de l’association française pour les sclérosés en plaques (AFSEP).
- « L’amour c'est… », éditions Le Livre de Poche, octobre 2018, 432 p. (ISBN 978-2-253-18831-5)[6]

### Éditions poche
- La Compassion du diable réédition de poche, éditions Bragelonne, mars 2016, 375 p. (ISBN 978-2-8112-1695-5)
- Une forêt obscure réédition de poche, éditions Points/Seuil, octobre 2017, 408 p. (ISBN 978-2-7578-6714-3)
- Le Tueur au miroir réédition de poche, éditions Points/Seuil, mars 2019, 292 p. (ISBN 978-2-7578-7436-3)
- Dans l’ombre de l’autre inédit poche, édition J’ai lu, septembre 2022, 416 p. (ISBN 978-2290363164)